# Gynacantha cylindrata
Gynacantha cylindrata é uma espécie de libelinha da família Aeshnidae.
Pode ser encontrada nos seguintes países: Camarões, Costa do Marfim, Guiné Equatorial, Gabão, Gana, Guiné, Libéria, Nigéria, Serra Leoa, Tanzânia, Uganda e possivelmente em Somália.
Os seus habitats naturais são: florestas subtropicais ou tropicais húmidas de baixa altitude e áreas húmidas dominadas por vegetação arbustiva.